# Fimbristylis micans
Fimbristylis micans är en halvgräsart som beskrevs av Stanley Thatcher Blake. Fimbristylis micans ingår i släktet Fimbristylis och familjen halvgräs.
Artens utbredningsområde är Queensland. Inga underarter finns listade i Catalogue of Life.